# 1790-е годы в театре
1790-е годы в театре

## Яркие постановки
- 31 марта 1794 года — впервые исполнена Симфония № 100 (Военная) Гайдна
- 1798 год — премьера оперы Дева Дуная в венском театре Леопольдштадт.

## Знаменательные события
- 1791 год — основан Казанский драматический театр
- 1792 год — основан Курский драматический театр
- 1792 год — открыт венецианский театр Ла Фениче, 16 мая 1792 года там состоялась премьера оперы Паизиелло «Агригентские игры».
- 1793 год — основан оперный театр Сан-Карлуш в Лиссабоне, Португалия. Первой оперой, поставленной в театре, была «Влюблённая балерина» Доменико Чимарозы.
- 1793 год — основан Пензенский драматический театр
- 1798 год — в Нижнем Новгороде основан первый публичный театр, от которого ведёт свою историю Нижегородский государственный академический театр драмы имени М. Горького
- 1799 — Шиллер написал пьесу Валленштейн

## Персоналии

### Родились
- 30 августа 1799 года — Роза Таддеи (ум. 1869), итальянская актриса и поэтесса.
- 1 октября — Томас Оверскоу, датский драматург (ум.1873)
- 4 ноября 1797 года в Неаполе — Карло Блазис, итальянский танцор, хореограф и теоретик танца.
- 7 ноября 1799 года в Париже — Жюль-Анри Сен-Жорж, французский драматург и прозаик, автор огромного количества оперных и балетных либретто.

### Скончались
- 18 мая 1792 года — Шарль Симон Фавар, французский драматург
- 4 июня 1792 — Якоб Михаэль Рейнхольд Ленц, немецкий писатель и драматург
- 1 [12] декабря 1792 — Денис Иванович Фонвизин, русский писатель и драматург